# 2-氨基-2,3-二甲基丁酰胺
2-氨基-2,3-二甲基丁酰胺是一种有机化合物，化学式为C6H14N2O。它可用于合成灭草烟、咪草烟等除草剂。

## 制备
2-氨基-2,3-二甲基丁酰胺可由2-氨基-2,3-二甲基丁腈在硫酸中水解制得。